# Khorol

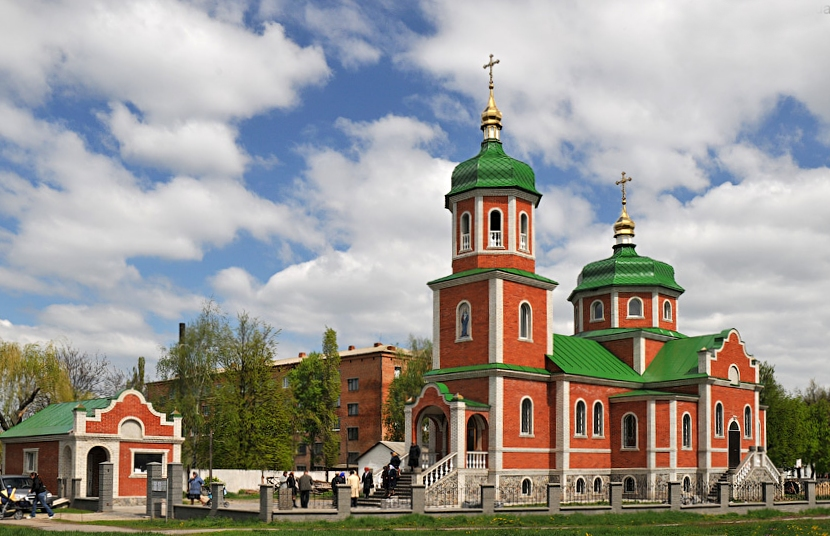
Kyrka i Khorol

Khorol (ukrainska: Хоро́л) är en stad i Poltava oblast i Ukraina. Folkmängden uppgick till 13 265 invånare i början av 2015.